# Tin Machine Tour
De Tin Machine Tour was een tournee van de Britse band Tin Machine, met David Bowie als leadzanger. Na een eerder optreden tijdens de International Music Awards in New York, waar de band "Heaven's in Here" uitvoerde, ging de tournee in juni en juli 1989 door zes landen, waarin twaalf concerten werden gegeven in zalen met minder dan tweeduizend plaatsen als promotie van hun eerste album Tin Machine. Hiermee was de tournee veel minder groot dan Bowie's voorgaande tournee Glass Spider Tour.
De show op 17 juni 1989 in The Roxy in Los Angeles werd op het laatste moment toegevoegd nadat Bowie de lange rij voor tickets voor de show op 16 juni zag; technisch gezien werd deze show om middernacht gehouden (de nacht van 16 juni) en de tickets werden voor de halve prijs verkocht. Voor de show op 24 juni in Paradiso in Amsterdam werden grote videoschermen opgehangen buiten de zaal voor de bezoekers die geen kaarten konden bemachtigen. De videoclip voor de Bob Dylan-cover "Maggie's Farm" werd in dezelfde zaal opgenomen. De show in La Cigale in Parijs op 25 juni werd opgenomen en deels uitgezonden op het Amerikaanse radiostation Westwood One. Vier nummers van hetzelfde optreden werden later ook uitgebracht op de B-kanten van twee singles van de band, "Tin Machine" en "Prisoner of Love".

## Personeel
- David Bowie: zang, gitaar
- Reeves Gabrels: gitaar
- Tony Sales: basgitaar, zang
- Hunt Sales: drums, zang
- Kevin Armstrong: slaggitaar

## Tourdata
| Datum            | Stad             | Land             | Locatie                 |
| Verenigde Staten | Verenigde Staten | Verenigde Staten | Verenigde Staten        |
| ---------------- | ---------------- | ---------------- | ----------------------- |
| 14 juni 1989     | New York         | Verenigde Staten | The World               |
| 16 juni 1989     | Los Angeles      | Verenigde Staten | The Roxy                |
| 17 juni 1989     | Los Angeles      | Verenigde Staten | The Roxy                |
| Europa           |                  |                  |                         |
| 21 juni 1989     | Kopenhagen       | Denemarken       | Saga Rockteatre         |
| 22 juni 1989     | Hamburg          | Duitsland        | The Docks               |
| 24 juni 1989     | Amsterdam        | Nederland        | Paradiso                |
| 25 juni 1989     | Parijs           | Frankrijk        | La Cigale               |
| 27 juni 1989     | Londen           | Engeland         | The Town & Country Club |
| 29 juni 1989     | Kilburn          | Engeland         | National Ballroom       |
| 1 juli 1989      | Newport          | Wales            | Newport Leisure Centre  |
| 2 juli 1989      | Bradford         | Engeland         | St. George's Hall       |
| 3 juli 1989      | Livingston       | Schotland        | The Forum               |

## Gespeelde nummers
Van Tin Machine (1989)
- "Heaven's in Here"
- "Tin Machine"
- "Prisoner of Love"
- "Crack City"
- "I Can't Read"
- "Under the God"
- "Amazing"
- "Working Class Hero" (oorspronkelijk van John Lennon)
- "Bus Stop"
- "Pretty Thing"
- "Run"
- "Sacrifice Yourself"
- "Baby Can Dance"

Van Tin Machine II (1991)
- "Sorry"

Van Black Tie White Noise (1993)
- "You've Been Around"

Overige nummers
- "Maggie's Farm" (oorspronkelijk van Bob Dylan)
- "Now" (outtake van Tin Machine, later herschreven als de titeltrack van 1. Outside uit 1995)
- "Shakin' All Over" (oorspronkelijk van Johnny Kidd and the Pirates)